# Maria Teresa Ripoll i Sahagún
Maria Teresa Ripoll i Sahagún (Tarragona 1914-1987) va ser una escultora catalana.

## Biografia
Filla de Salvador Ripoll, professor de dibuix de l'Escola Municipal de Dibuix i antic alumne de l'Ateneu de Tarragona, dada important per comprendre l'interès artístic que va impulsar Maria Teresa des de ben petita fins a arribar a entrar al 1935 a el Taller-Escola de Pintura i Escultura de la Generalitat de Tarragona, on va rebre ensenyança artística de la mà de mestres com Joan Rebull i Ignasi Mallol. Durant la seva estada com a alumna del Taller-Escola va adquirir els coneixements pertinents a través d'assignatures relacionades amb la tècnica del dibuix al natural, l'ofici de la pintura, de l'escultura i del gravat, a més d'unes altres com les matemàtiques, la perspectiva i la història de la cultura.
Malauradament, Maria Teresa va patir els anys de la Guerra Civil però, encara que el Taller-Escola, entre molts altres edificis, va quedar molt malmès, tant ella com els seus companys van reprendre la tasca artística en la mesura del màxim que es permetia en un temps de postguerra.
Es casà amb Abelard Paul Moragas, cap de l'Oficina de Turisme de Tarragona, el 1942. Aquest fet és clau en la vida de Maria Teresa, ja que junt amb l'Abelard va realitzar estades de llarga durada en diferents parts del món per raons laborals del seu marit que van influir en el curs de l'obra de l'artista.

## Obra
La formació artística rebuda per Maria Teresa Ripoll es basà en la impartida en el Taller-Escola, on tenien un sistema pedagògic concret i un programa d'ensenyament lògic, en què es restaurà el dibuix copiat de làmina i la còpia de l'escultura de l'antic.
Maria Teresa exposà la seva obra per primera vegada junt a Josep Busquets, Antoni Centellas, Josep Sarobé i Salvador Martorell, en una exposició organitzada per Josep Busquets el març de 1940 al Club Deportivo de Valls. El 1944 aconseguí una menció honorífica en la Medalla d'escultura Julio Antonio amb l'obra Nena – retrat de M. Dolors Cerezuela. El mateix any realitzà una obra per a l'església de la Riera, que consta d'un conjunt d'àngels col·locats sobre la fornícula principal de l'altar major.
Maria Teresa continuà participant en el concurs Medalla Julio Antonio i el 1946, en presentar el dibuix preparatori de la figura anteriorment esmentada, la qual la va anomenar Estudio, guanyà la III edició del concurs. El mateix es va repetir a l'any següent però, en aquest cas, obtenint una menció honorífica pel bust d'Antoni Centellas, el qual va presentar junt amb dues altres obres: Reposo-Estudio i un bust de Lívia García.
No es va tancar en mostrar les seves obres solament a Tarragona, sinó que les va portar a altres llocs com Mallorca, on es va presentar a les seccions de dibuix i d'escultura amb el bust d'Antoni Centellas i una composició de cinc nus femenins al VI Salón de Otoño. Continuà la seva carrera artística treballant per a particulars, fins que el 1949 el seu marit fou nomenat director de l'Oficina Española de Turismo a Roma, marxant a viure a aquesta ciutat, en la qual van romandre durant uns mesos fins que, abans d'acabar l'any, el seu espòs fou traslladat a l'Havana.
El 1961 tornaren a Tarragona. En el decurs dels anys, la carrera artística de Maria Teresa, sense que se'n sàpiga el motiu, va anar disminuint fins que l'últim rastre d'obra seva que es coneix pertany a còpies del natural i alguns dibuixos que va realitzar durant la seva estada a Roma i a l'Havana.
Es pot dir que la cronologia corresponent a l'obra d'aquesta artista és reduïda si es compara amb la d'altres companys que van començar amb ella al Taller-Escola, però, no obstant això, i deixant de banda el temps, la seva és una obra sòlida, caracteritzada per un cert realisme, una obra en la qual s'observa també la influència del seu mestre, Joan Rebull, i una obra que ha estat un dels millors exemples dels resultats del sistema d'ensenyança del Taller-Escola.
El Museu d'Art Modern de Tarragona conserva una col·lecció important d'escultures i dibuixos d'aquesta artista.

## Exposicions
- 1940: Exposició col·lectiva junt amb Josep Busquets, Antoni Centellas, Josep Sarobé i Salvador Martorell, Club Deportivo de Valls.
- VI Salón de Otoño, Palma.